# 27977 Distratis
27977 Distratis (1997 UK5) là một tiểu hành tinh vành đai chính được phát hiện ngày 25 tháng 10 năm 1997 bởi L. Tesi và A. Boattini ở San Marcello Pistoiese.